# Râul Buda, Horoiata
Râul Buda aduna apele de pe dealul Vlamnic, din pădurea Buda, traversează satul Buda din comuna Bogdănești, județul Vaslui, și se varsă in râul Horoiata după ce traversează și localitatea Bogdănești.